# Malva assurgentiflora
Malva assurgentiflora är en malvaväxtart som först beskrevs av Albert Kellogg, och fick sitt nu gällande namn av M.F. Ray. Malva assurgentiflora ingår i Malvasläktet som ingår i familjen malvaväxter. Inga underarter finns listade i Catalogue of Life.

## Bildgalleri

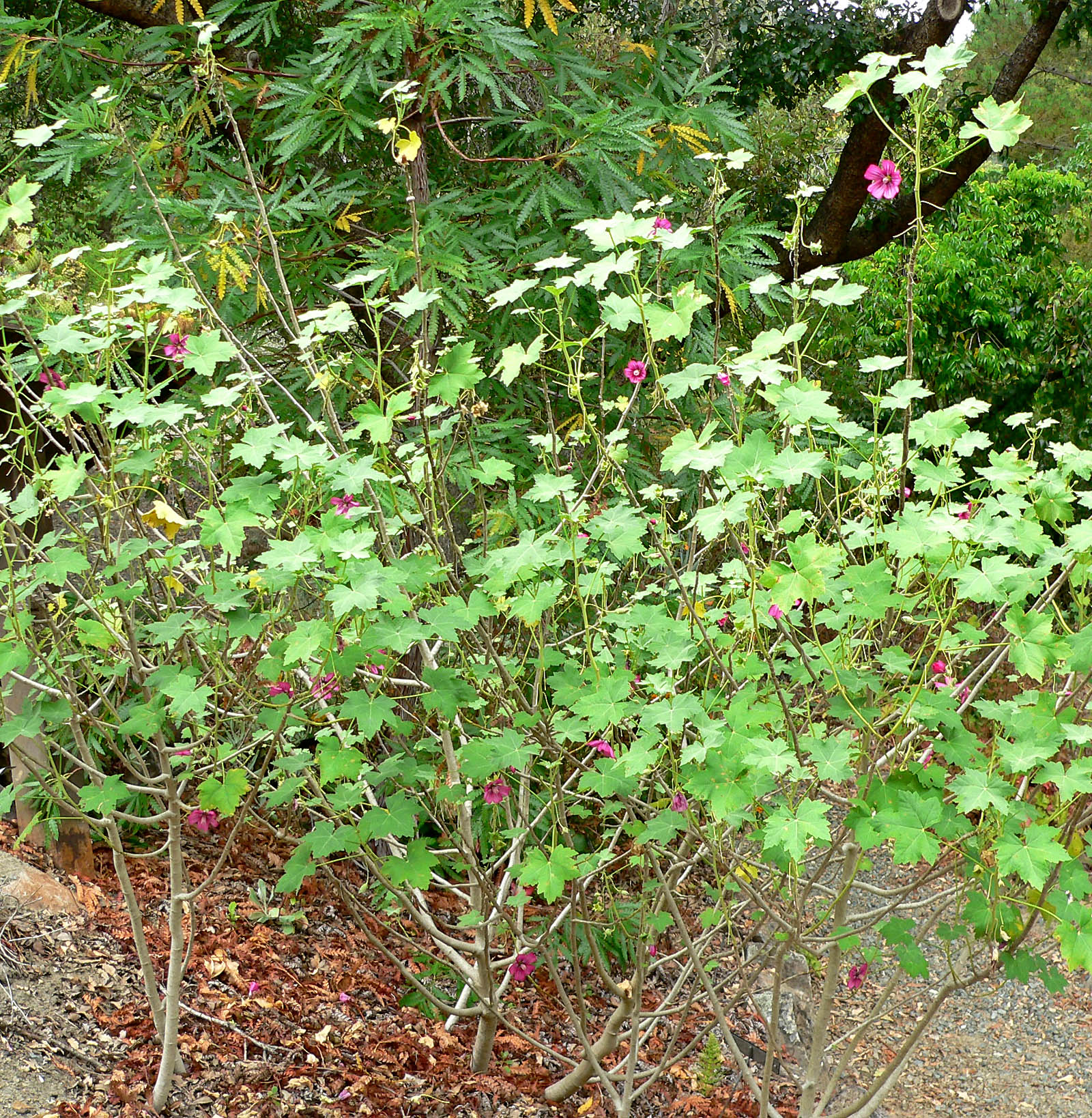
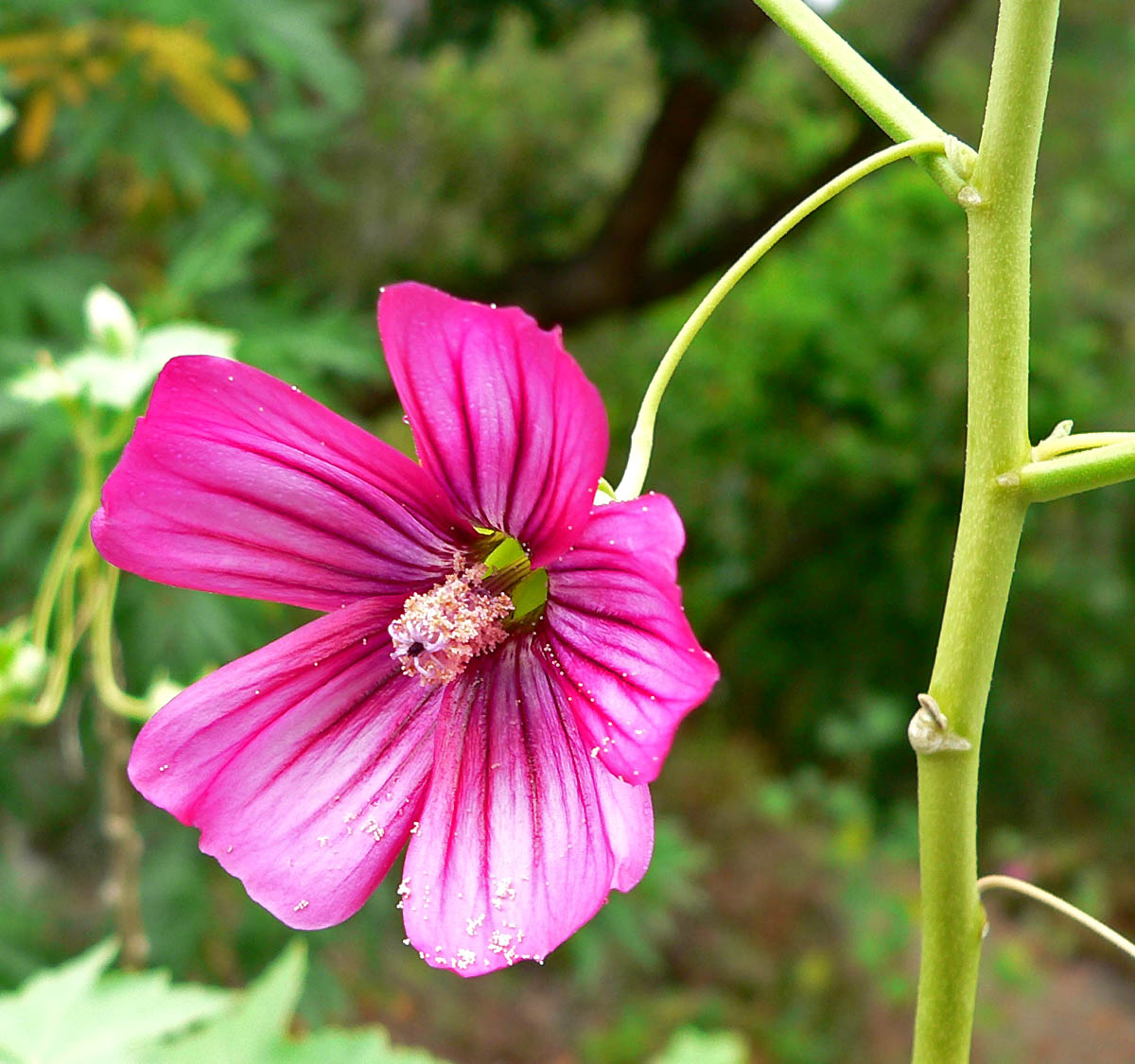
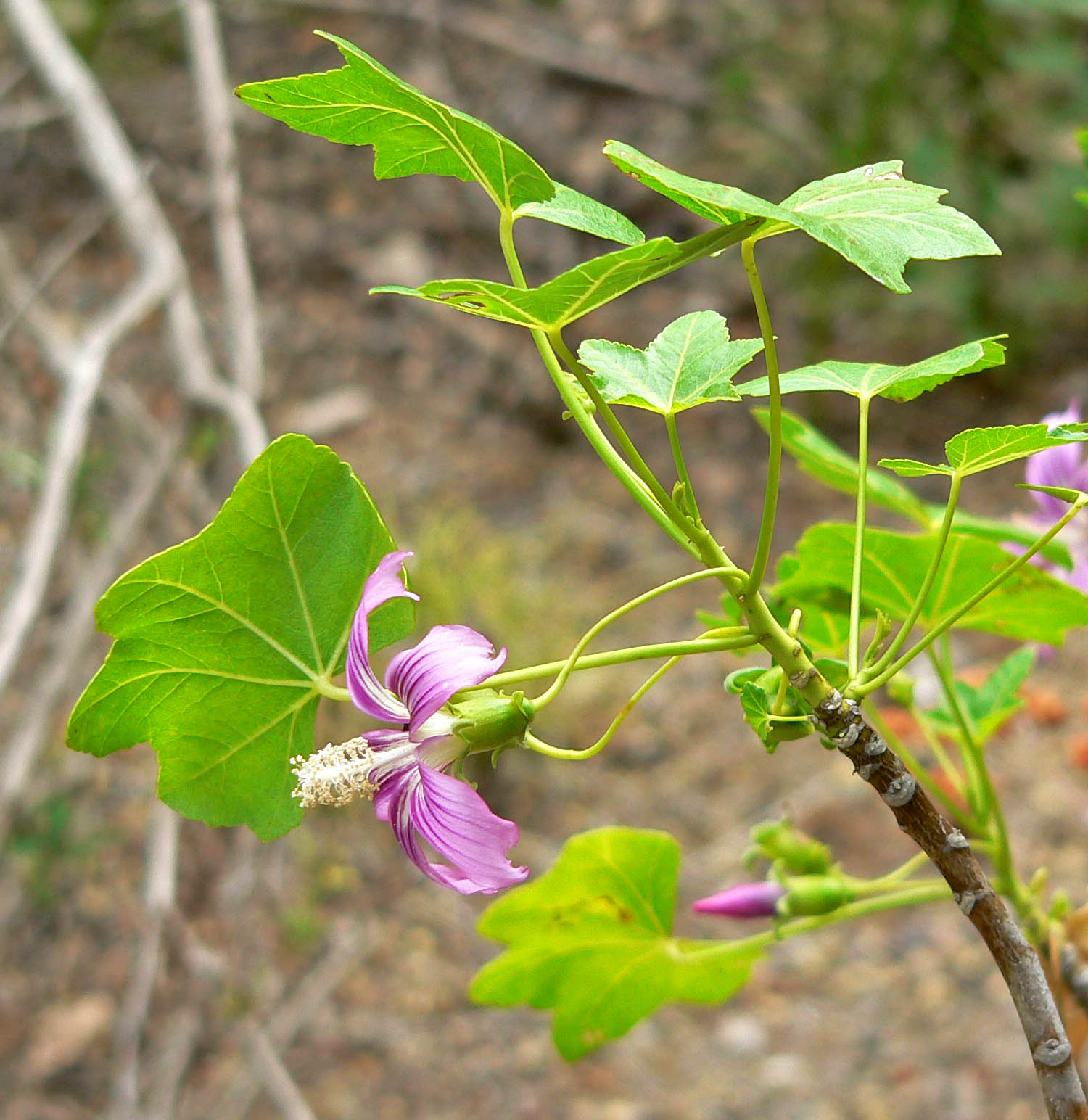
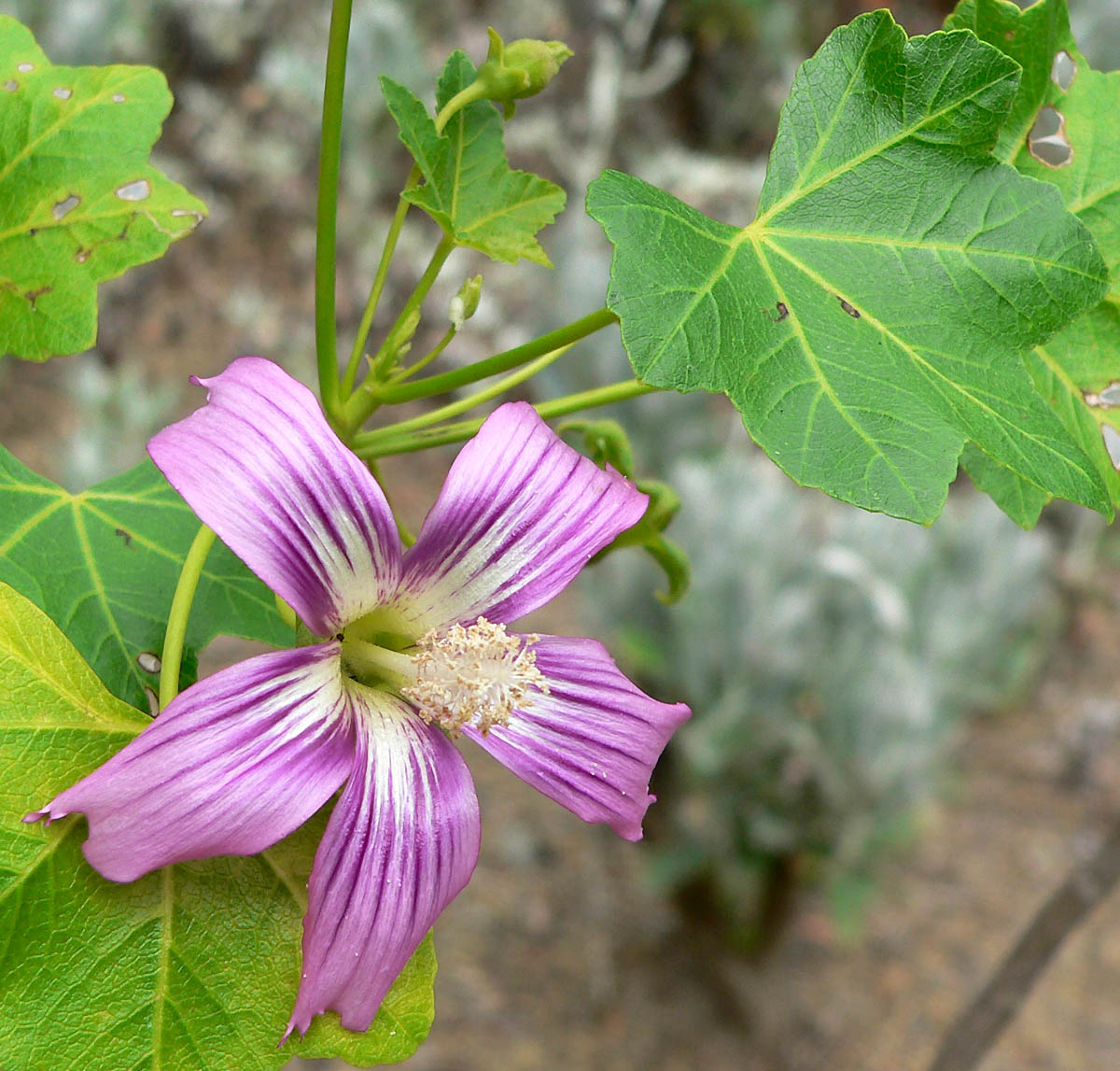
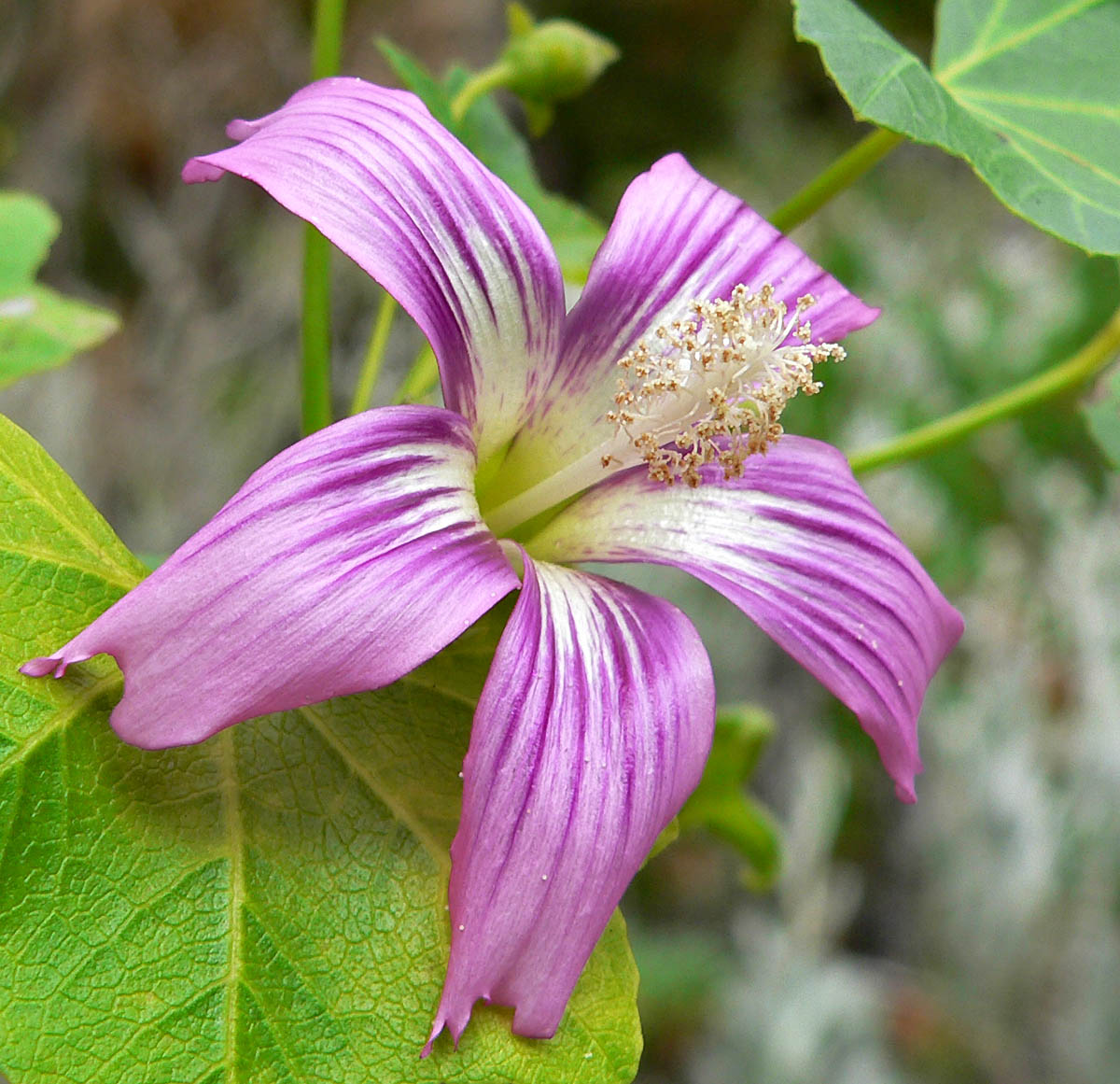
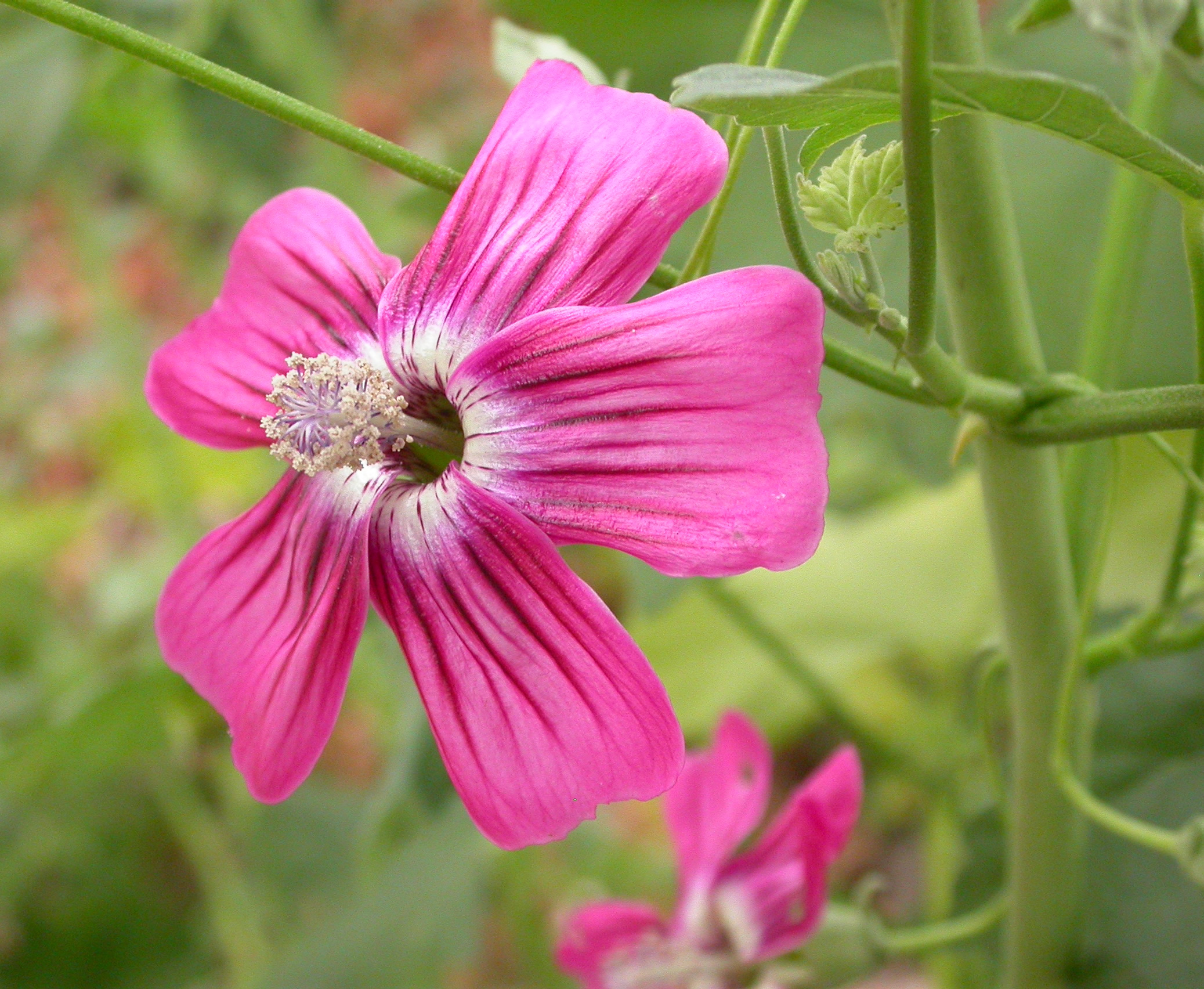